# David I de Iberia
David I (en georgiano: დავით I) (muerto 881) fue un Príncipe de Iberia y curopalates de Iberia/Kartli de 876 a 881.
Hijo mayor y sucesor de Bagrat I,  fue bautizado por el influyente monje Georgiano Grigol Khandzteli. David compartió las tierras ancestrales de los bagrátidas en Tao-Klarjeti con sus tíos y primos, siendo su feudo Tao inferior. En 881, David I fue asesinado por su primo Nasra, el hijo mayor de Guaram Mampali. Las fuentes medievales no especifican la razón detrás de este delito, pero los historiadores modernos han seguido al Profesor Ivane Javakhishvili en su observación de que Nasra se resintió de la decisión de su padre de permitir el establecimiento de los Liparitidas en Trialeti bajo suzeranía de David. La muerte de David llevó a una contienda dinástica con el hijo única de David, Adarnase, que finalmente, en 888, vengó el asesinato de su padre.

## Familiar
David se casó con la hija mayor de Constantino III de Abjasia con quien tuvo dos niños:
- Una hija, casada con Adarnase III de Tao
- Adarnases IV de Iberia, príncipe de Iberia.